# Gré Brouwenstijn
Gré Brouwenstijn, właśc. Gerarda Demphina Van Swol (ur. 26 sierpnia 1915 w Den Helder, zm. 14 grudnia 1999 w Amsterdamie) – holenderska śpiewaczka operowa, sopran.

## Życiorys
Studiowała w Amsterdamie, tam też w 1940 roku debiutowała jako jedna z trzech dam w Czarodziejskim flecie W.A. Mozarta. Jej pierwszym wielkim sukcesem była tytułowa rola w Tosce Giacomo Pucciniego w 1946 roku. Przez lata związana była z amsterdamską Nederlandse Opera. Od 1951 do 1964 roku śpiewała w Covent Garden Theatre w Londynie. W latach 1954–1956 występowała na festiwalu w Bayreuth. Ceniona była jako wykonawczyni ról w operach Richarda Wagnera i Giuseppe Verdiego. W 1971 roku wycofała się ze sceny.